# Parapoynx minoralis
Elophila minoralis là một loài bướm đêm trong họ Crambidae.